# Tour des Finances de Liège
Der Tour Paradis, auch Tour des Finances de Liège (deutsch Finanz-Turm zu Lüttich), ist ein Hochhaus in der belgischen Stadt Lüttich, Hauptstadt der gleichnamigen Provinz. Es befindet sich etwas südlich der Innenstadt, am Ende der zukünftigen Esplanade des Guillemins in unmittelbarer Nähe zum Bahnhof Liège-Guillemins.
Die Bauarbeiten an dem Gebäude wurden nach viermonatiger Verspätung wegen Beschwerden des Stadtrats im März 2012 aufgenommen und im Mai 2014 beendet. Ende 2014 wurde das Hochhaus von 1100 Mitarbeitern des Föderalen Öffentlichen Dienst Finanzen (SPF Finances) bezogen. Die bis dahin genutzten Gebäude des Diensts sollen abgerissen werden. Der Tour des Finances de Liège hat eine Höhe von 136 Metern, die sich auf 27 Etagen verteilen. Somit wird es das höchste Gebäude der Stadt, der Provinz und eines der höchsten Gebäude des Landes. Es erhält ebenfalls den Titel des höchsten Gebäudes außerhalb Brüssels. In drei unterirdischen Etagen befinden sich Parkplätze für 325 Autos und weitere 53 Abstellplätze für Fahrräder. Im Erdgeschoss soll neben der Lobby auch ein Restaurant seinen Platz finden.

## Galerie

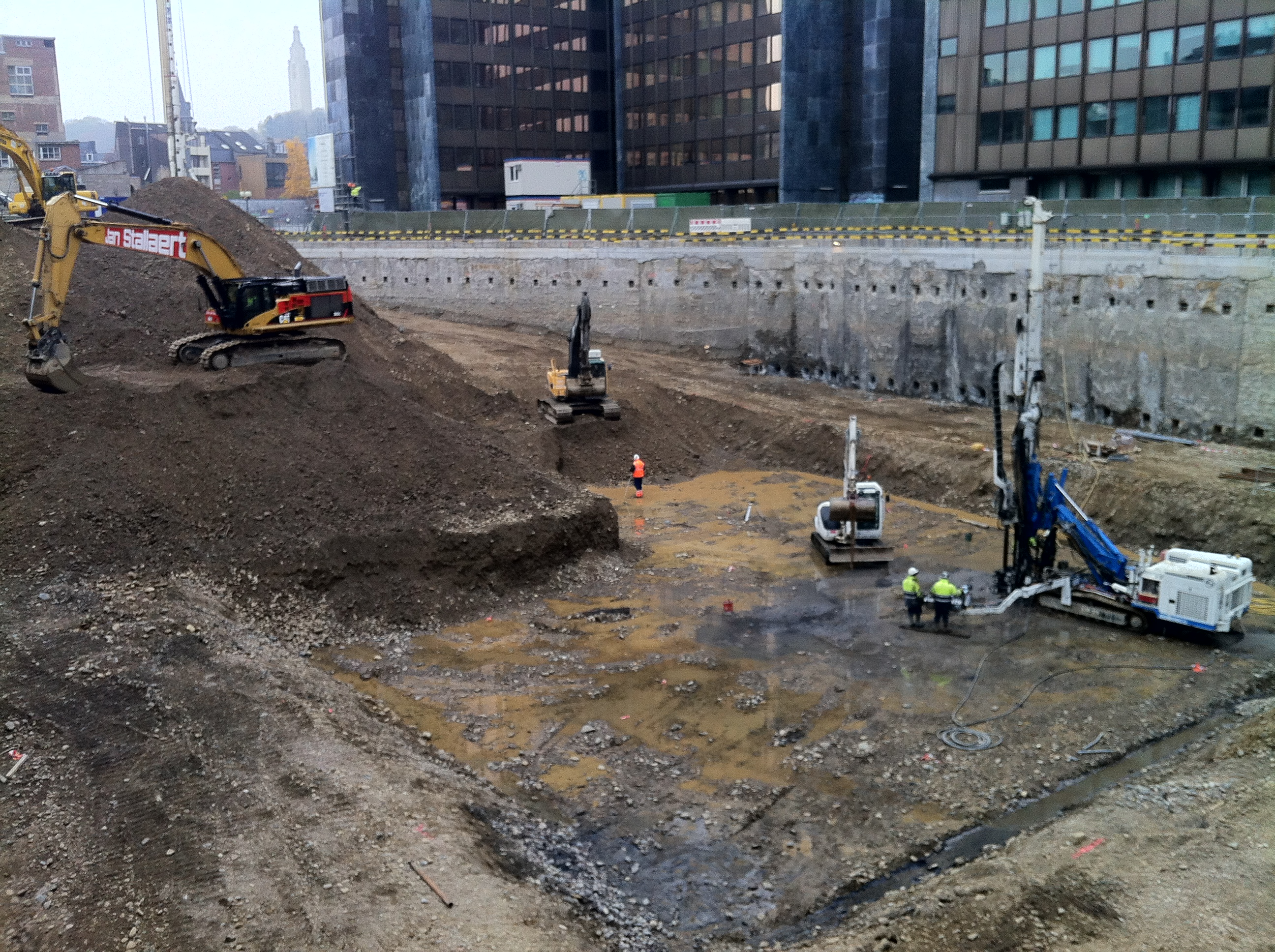
Anfang der Bauarbeiten (2012)
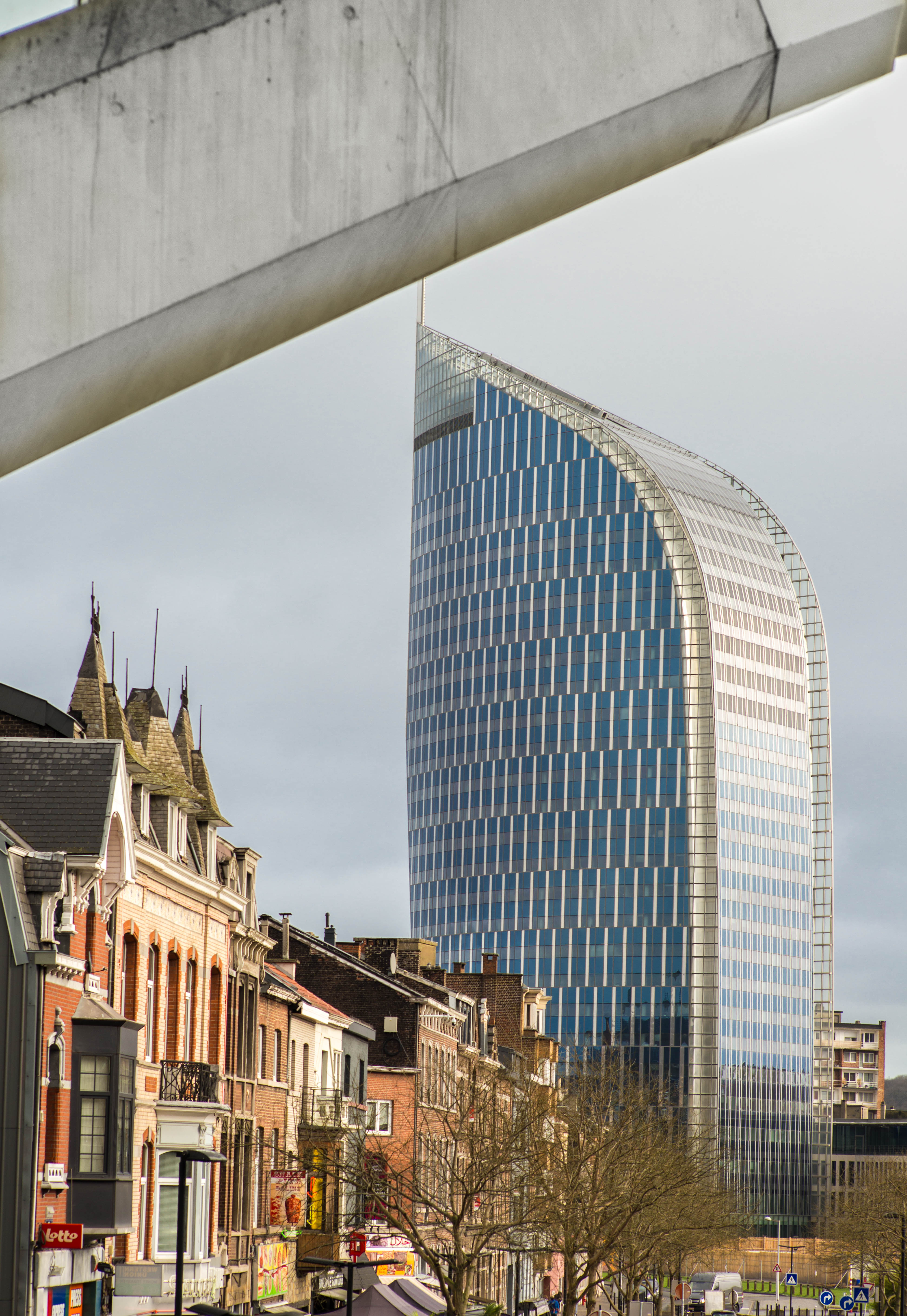
Blick auf den Tour Paradis vom Bahnhof
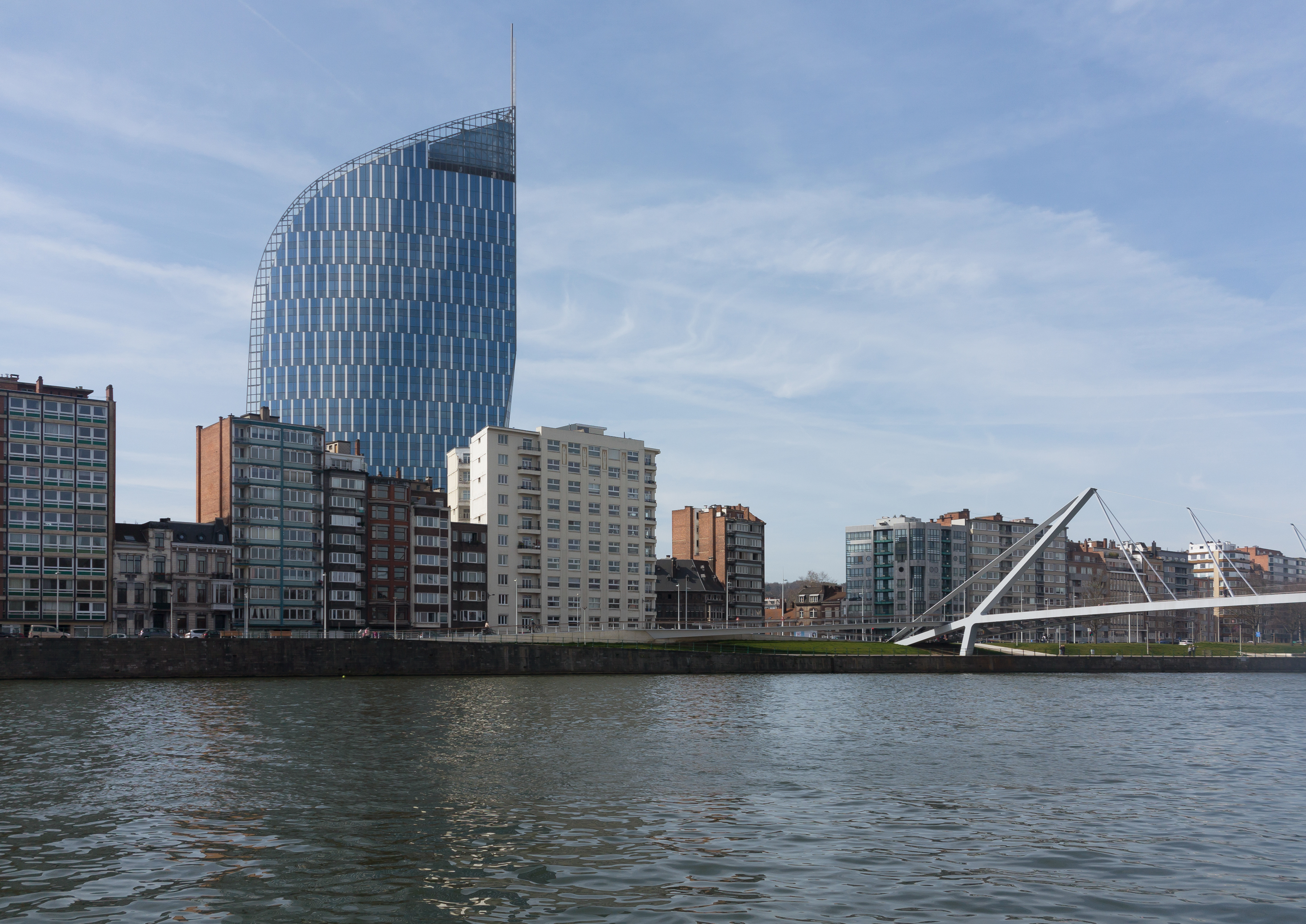
Tour Paradis und die Brücke über die Maas
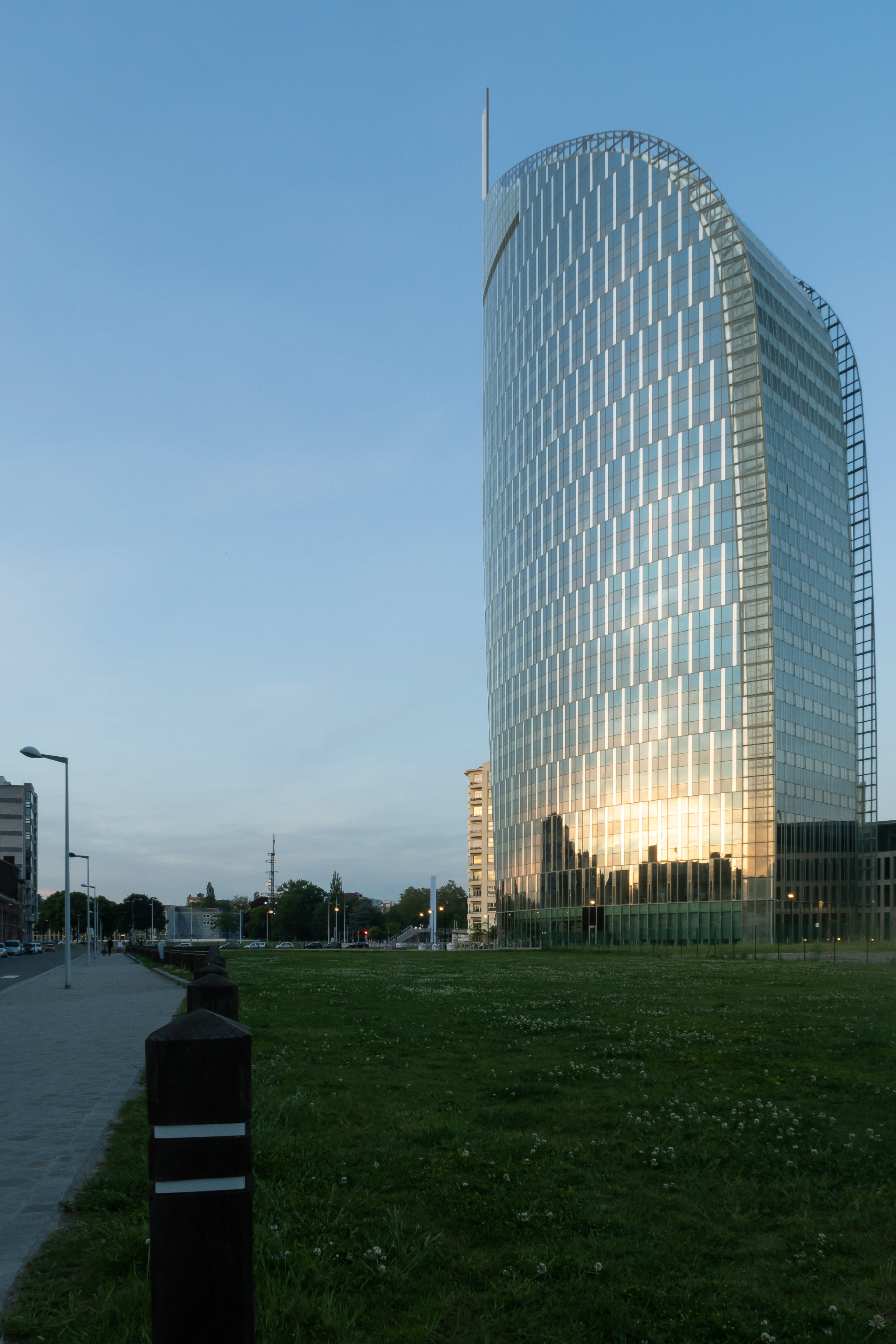
Tour Paradis am Abend